# Haliplectus conicephalus
Haliplectus conicephalus är en rundmaskart som beskrevs av Nathan Augustus Cobb 1956. Haliplectus conicephalus ingår i släktet Haliplectus och familjen Haliplectidae. Inga underarter finns listade i Catalogue of Life.